# Syncranaus cribrum
Syncranaus cribrum – gatunek kosarza z podrzędu Laniatores i rodziny Manaosbiidae. Jedyny znany przedstawiciel monotypowego rodzaju Syncranaus.

## Występowanie
Gatunek wykazany z Brazylii.